# Louise Carrier
Louise Carrier est un peintre canadienne native de Lévis, née le 4 août 1925 et morte le 26 décembre 1976. Cette peintre portraitiste a laissé une œuvre discrète, authentique et profondément humaine. Elle est décédée, dans cette même ville qui l'a vue naître et grandir, en 1976.

## Biographie
Née à Lévis en 1925, Louise Carrier est une peintre portraitiste diplômée de l’École des beaux-arts de Québec, où elle a été l'élève des artistes et professeurs Jean Paul Lemieux, Jean Dallaire et Simone Hudon.
Pendant ses études elle rencontre le jeune artiste André Garant, lui aussi d'origine lévisienne. Il se marient le 23 août 1952 à l'église Notre-Dame-de-Lévis. Le couple Carrier-Garant a trois fils : Emmanuel, Jérôme et Sébastien.
Dans le cercle éclectique d'amis et de connaissances qui fréquente les Carrier-Garant, on peut tout aussi bien croiser les peintres Jean-Paul Lemieux, Paul-Émile Borduas ou Denys Morisset, que l'écrivaine Nicole Deschamps, le sociologue Fernand Dumont, les cardinaux Vachon et Roy, le futur comédien Marcel Lebœuf (ami de son fils Emmanuel, et qui posera comme modèle pour l'artiste),, le jeune et curieux John R. Porter ou encore la journaliste Aline Desjardins.
En 1961, Louise Carrier présente quelques-unes de ses œuvres dans un ouvrage publié aux Éditions Thobie - collection du Grand Barbousse (Québec) regroupant le travail de quatre jeunes artistes québécois : DESSINS DRAWINGS DIBUJOS - EDMUND ALLEYN, LOUISE CARRIER, MARCEL JEAN, DENYS MORISSET.
En 1967, le Musée du Québec (aujourd'hui Musée national des beaux-arts du Québec) lui consacre une exposition.
Elle est également récipiendaire d'une bourse du Conseil des Arts du Canada en 1969.
Représentée durant cette période par la Galerie Zannetin de Québec et exposée dans de prestigieuses galeries à Montréal, ses œuvres sont désormais incluses dans les collections du Musée des beaux-arts du Canada, du Musée national des beaux-arts du Québec et de la Winnipeg Art Gallery.
À la fois peintre et poète, Louise Carrier est décédée à Lévis en 1976.
Depuis 1980, trois rétrospectives consacrées à l'œuvre de Louise Carrier ont été tenues à Lévis et à Montréal.
La corpus de Louise Carrier comprend des huiles, des dessins au fusain et à la sanguine, ainsi que des lavis. Ses portraits sont empreints de sensibilité et d'humanité, et marqués d'une certaine mystique.

## Diffusion culturelle de Lévis: le Centre d'exposition Louise-Carrier et L'Anglicane
Le Centre d’exposition Louise-Carrier est situé dans l’ancien presbytère de la communauté anglicane de Lévis, tout juste derrière la salle de spectacle L'Anglicane qui loge quant à elle dans l'ancien temple Holy Trinity Church maintenant désacralisé.
En 1963, le complexe comprenant presbytère et lieu de culte est mis en location en raison d'une forte diminution de la présence anglophone à Lévis. C’est le couple Louise Carrier et André Garant, artistes bien connus dans la région, qui y emménage.
La Ville de Lévis achète en 1973 l’ensemble du site et entreprend de le recycler en le dotant d'une vocation culturelle. En 1978, un groupe de citoyens et d’artistes jette les bases de l’organisme qui porte aujourd'hui le nom de Diffusion culturelle de Lévis. Depuis, l’organisme gère et anime conjointement le Centre d’exposition Louise-Carrier de même que L’Anglicane - Salle de spectacle.

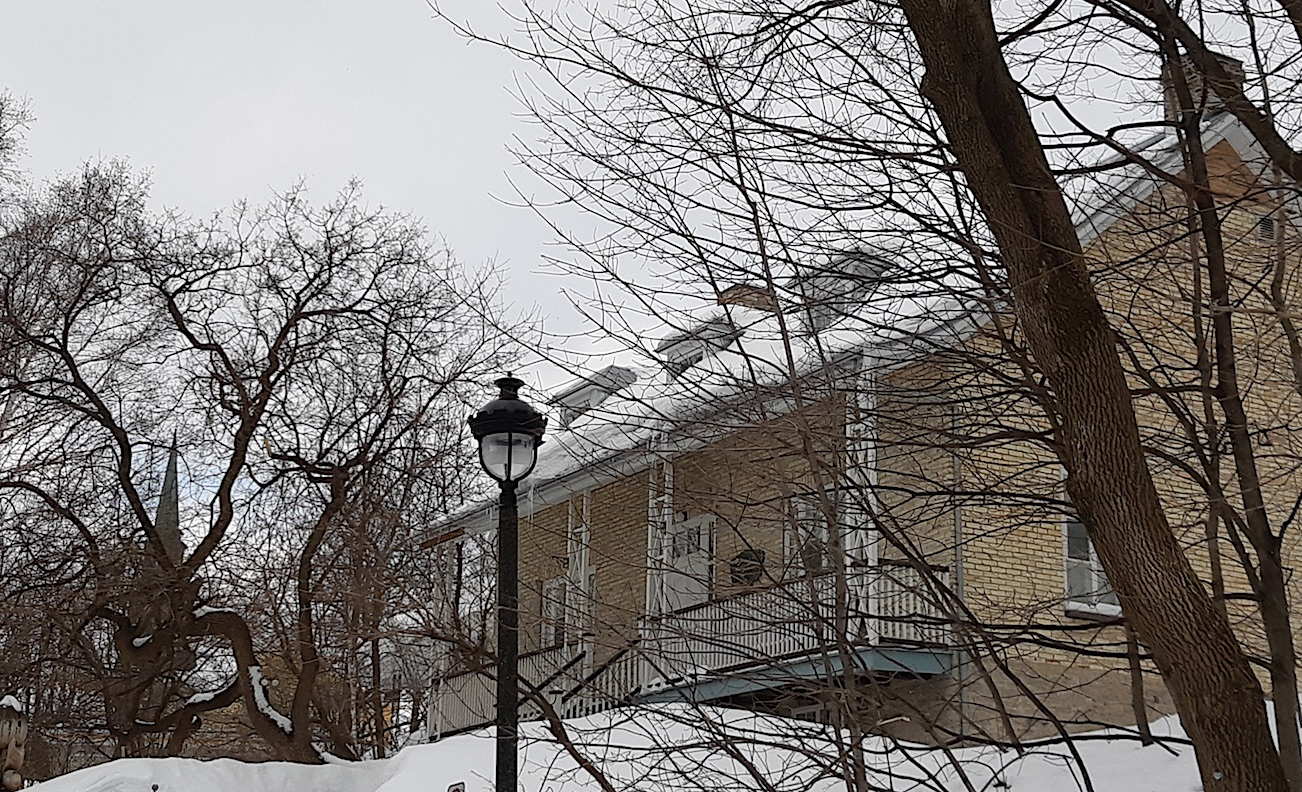
Centre d'exposition Louise-Carrier : 33 rue Wolfe dans le Vieux-Lévis.
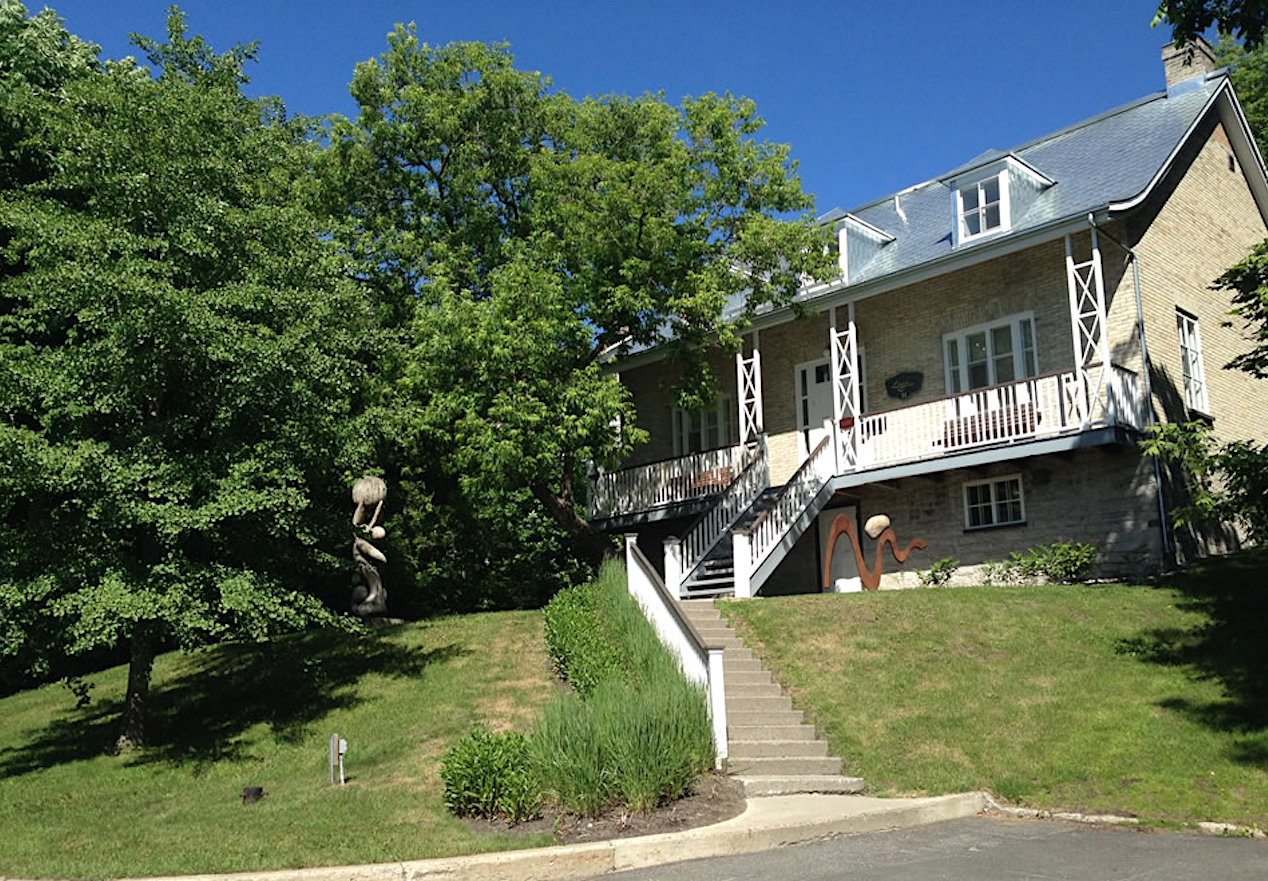
L'ancien presbytère de la Holly Trinity Church à Lévis, devenu Maison Louise-Carrier, abrite maintenant Diffusion culturelle de Lévis et le Centre d'exposition Louise-Carrier.
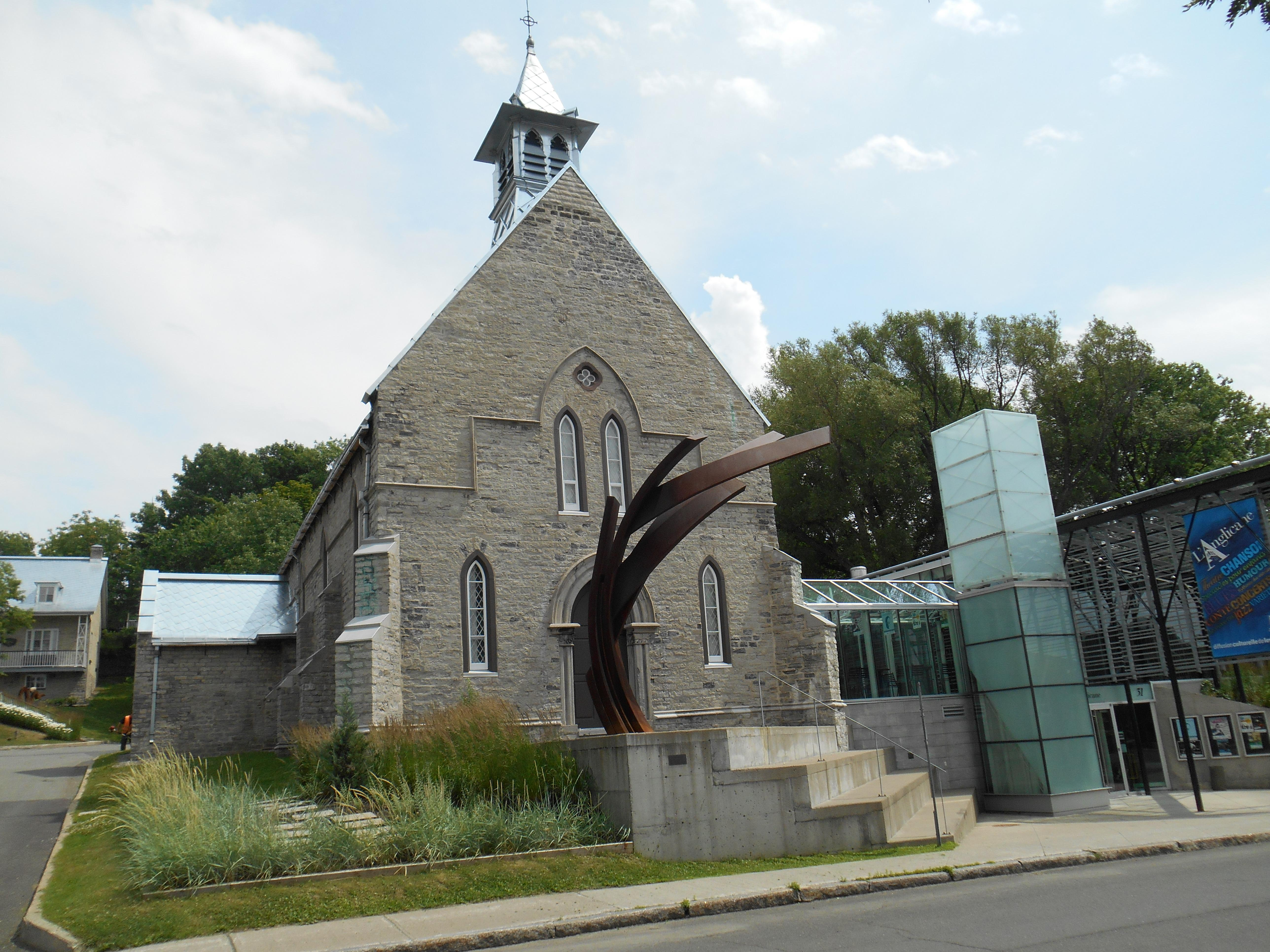
L'Anglicane : 31 rue Wolfe, Lévis.

## Hommages
La rue Louise-Carrier a été nommée en son honneur, en 1985, dans la ville de Québec.